# Jean-Jacques Heilmann

Jean-Jacques Heilmann

Jean-Jacques Heilmann (geboren am 1853 in Mülhausen, Elsass; gestorben 1922) war ein französischer Ingenieur und Erfinder. Er war der Enkel von Josua Heilmann, der sich um die Entwicklung von Textilmaschinen verdient gemacht hatte. Für seine Leistungen wurde er in die Ehrenlegion aufgenommen.

## Dampflokomotiven mit Elektroantrieb

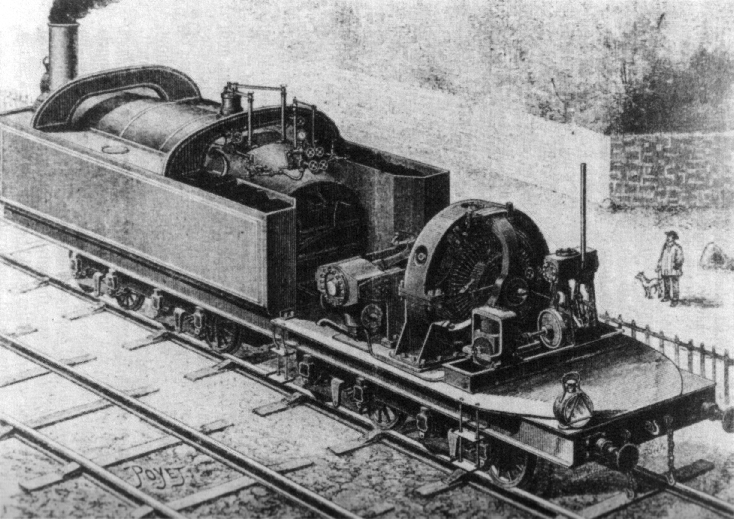
Innenleben der „Fusée Electrique“

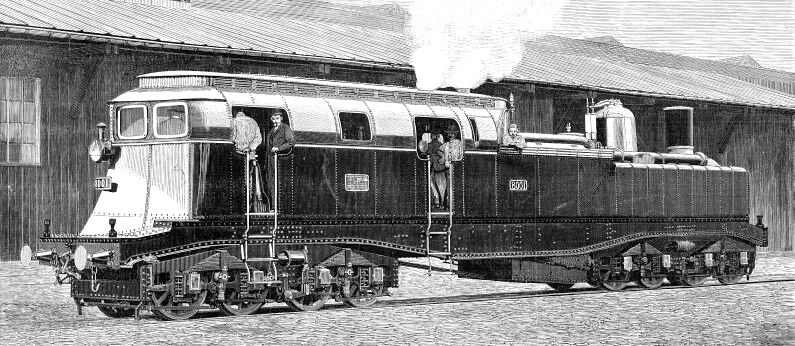
Dampf-elektrische Lokomotive Nr. 8001 von 1897

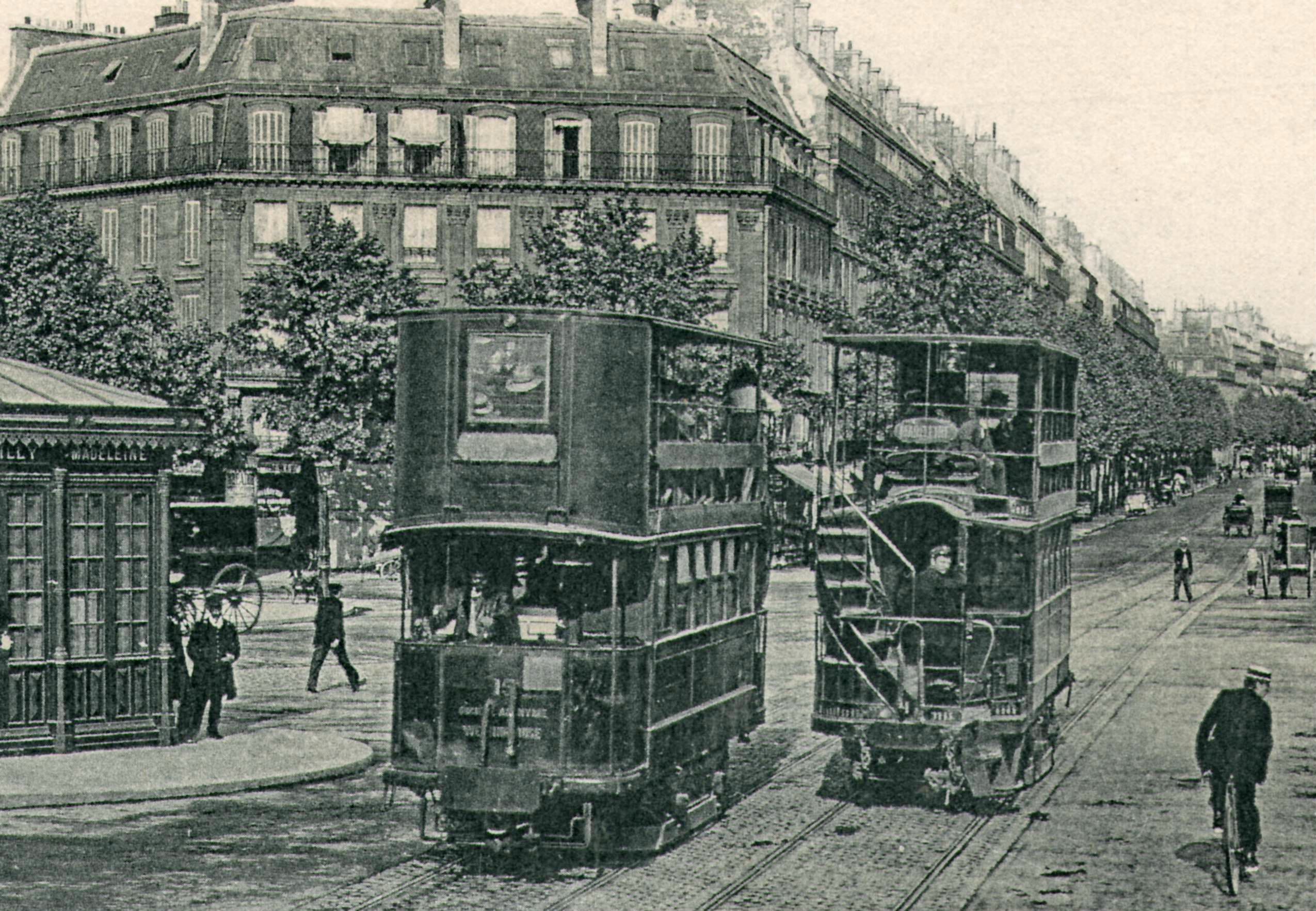
Zwei Akkumulatortriebwagen mit von Heilmann entwickeltem Antrieb, 1897

1890 gründete Heilmann die Société Industrielle de Moteurs Électriques et à Vapeur. Bereits 1884 tätigte er seine bekannteste Erfindung der Neuen Elektrischen Lokomotive System Heilmann mit dampf-elektrischem Antrieb. 1892/93 wurde eine erste dieser Lokomotiven mit der Achsfolge Do’Do’ gefertigt. Die „Fusée Electrique“ (Elektrische Rakete) genannte Lok hatte eine Zweizylinder-Verbundmaschine. Die elektrische Ausrüstung lieferte Brown, Boveri & Cie.
1897 stellte er eine zweite Lokomotive, genannt 8001, auf einer Fahrt vom Bahnhof Paris Saint-Lazare nach Mantes vor. Sie war von der französischen Westbahngesellschaft Compagnie des chemins de fer de l’Ouest in Auftrag gegeben worden. Ihr Rahmen war aus Stahlträgern gefertigt, er stützte sich auf zwei Drehgestelle mit je vier Achsen. Auf dem hinteren Abschnitt des Rahmens waren der Dampfkessel und der Kohlenbunker angebracht, während die Kolbendampfmaschine, die zwei Generatoren und die Druckluftbremse sowie der Führerstand über dem vorderen Drehgestell platziert wurden. Es soll eine gleichartige weitere Lokomotive mit der Nummer 8002 gebaut worden sein.
Die Generatoren wurden von einer Dampfmaschine mit sechs Zylindern angetrieben, wobei der gegenseitige Versatz der Kurbeln um jeweils 60 Grad für einen gleichmäßigen Lauf bei gleichzeitig hohen Drehzahlen sorgte. Bei einer Spannung von 450 Volt sollten etwa 900 Kilowatt elektrische Leistung geliefert werden, mit der die acht Fahrmotoren einen Zug von 250 Tonnen Masse mit 62 Meilen pro Stunde befördern sollten. Die Heilmann-Lokomotive blieb nur für kurze Zeit während ihrer Versuchsfahrten eine besondere Publikumsattraktion in Paris, da die Compagnie des chemins de fer de l’Ouest die Nutzung ablehnte, so dass Heilmann die Maschine an die US-amerikanische Gesellschaft Westinghouse verkaufte. 1901 wurde die Lok verschrottet.
Heilmanns Erfindungen spielen eine wichtige Rolle in der Geschichte des elektrischen Antriebs von Schienenfahrzeugen.

## Dampfelektrisches Automobil
Auf seinen Erfahrungen aufbauend entwickelte Heilmann im Jahre 1899 ein dampfelektrisches Automobil. Seine Arbeit führte zu weiteren Entwicklungen im Bereich der Räder und Getriebe sowie zu einer Turbine, die mit Benzin, Heizöl und Alkohol betrieben werden konnte.